# باميوت
باميوت، هي مدينة صغيرة تقع جنوب جزيرة جرينلاند، الدنمارك.

## المناخ
يظهر الجدول التالي التغييرات المناخية على مدار السنة لباميوت:
| البيانات المناخية لـباميوت         | البيانات المناخية لـباميوت | البيانات المناخية لـباميوت | البيانات المناخية لـباميوت | البيانات المناخية لـباميوت | البيانات المناخية لـباميوت | البيانات المناخية لـباميوت | البيانات المناخية لـباميوت | البيانات المناخية لـباميوت | البيانات المناخية لـباميوت | البيانات المناخية لـباميوت | البيانات المناخية لـباميوت | البيانات المناخية لـباميوت | البيانات المناخية لـباميوت |
| الشهر                              | يناير                      | فبراير                     | مارس                       | أبريل                      | مايو                       | يونيو                      | يوليو                      | أغسطس                      | سبتمبر                     | أكتوبر                     | نوفمبر                     | ديسمبر                     | المعدل السنوي              |
| ---------------------------------- | -------------------------- | -------------------------- | -------------------------- | -------------------------- | -------------------------- | -------------------------- | -------------------------- | -------------------------- | -------------------------- | -------------------------- | -------------------------- | -------------------------- | -------------------------- |
| الدرجة القصوى °م (°ف)              | 11.5 (52.7)                | 12.2 (54.0)                | 11.2 (52.2)                | 16.6 (61.9)                | 20.5 (68.9)                | 20.6 (69.1)                | 21.2 (70.2)                | 20.5 (68.9)                | 18.6 (65.5)                | 16.5 (61.7)                | 15.5 (59.9)                | 14.4 (57.9)                | 21.2 (70.2)                |
| متوسط درجة الحرارة الكبرى °م (°ف)  | −3.4 (25.9)                | −3 (27)                    | −2.7 (27.1)                | 0.6 (33.1)                 | 4.2 (39.6)                 | 6.5 (43.7)                 | 8.8 (47.8)                 | 8.2 (46.8)                 | 6.2 (43.2)                 | 2.9 (37.2)                 | 0.3 (32.5)                 | −2.3 (27.9)                | 2.2 (36.0)                 |
| متوسط درجة الحرارة الصغرى °م (°ف)  | −10.1 (13.8)               | −10.2 (13.6)               | −9.9 (14.2)                | −5.7 (21.7)                | −1.1 (30.0)                | 1.1 (34.0)                 | 2.8 (37.0)                 | 2.7 (36.9)                 | 0.7 (33.3)                 | −2.8 (27.0)                | −6.1 (21.0)                | −8.9 (16.0)                | −4 (25)                    |
| أدنى درجة حرارة °م (°ف)            | −28.9 (−20.0)              | −29.6 (−21.3)              | −20.9 (−5.6)               | −18.5 (−1.3)               | −14.6 (5.7)                | −4.0 (24.8)                | −4.0 (24.8)                | −2.2 (28.0)                | −6.5 (20.3)                | −14.1 (6.6)                | −20.5 (−4.9)               | −25.3 (−13.5)              | −29.6 (−21.3)              |
| الهطول مم (إنش)                    | 66 (2.6)                   | 64 (2.5)                   | 64 (2.5)                   | 58 (2.3)                   | 58 (2.3)                   | 67 (2.6)                   | 91 (3.6)                   | 92 (3.6)                   | 80 (3.1)                   | 71 (2.8)                   | 84 (3.3)                   | 83 (3.3)                   | 878 (34.5)                 |
| متوسط أيام هطول الأمطار (≥ 1.0 mm) | 10.1                       | 9.1                        | 10.4                       | 9.2                        | 8.3                        | 9.5                        | 11.2                       | 10.0                       | 10.9                       | 9.5                        | 11.1                       | 10.6                       | 119.9                      |
| متوسط الأيام المثلجة               | 12.7                       | 11.3                       | 12.5                       | 9.6                        | 6.7                        | 1.8                        | 0.2                        | 0.1                        | 2.1                        | 7.2                        | 10.8                       | 12.1                       | 87.1                       |
| المصدر:                            |                            |                            |                            |                            |                            |                            |                            |                            |                            |                            |                            |                            |                            |

## أعلام
- جوناثان بيترسن